# 이시다 히로유키
이시다 히로유키(일본어: 石田 博行, 1979년 8월 31일 ~ )는 일본의 전 축구 선수이다.

## 구단 경력
과거 시미즈 에스펄스, 도쿄 베르디, 방포레 고후, 사간 도스에서 활동하였다.